# Daniel Galant
Daniel Galant (ur. 23 czerwca 1985) – polski hokeista, reprezentant Polski.

## Kariera klubowa
- SMS II Sposnowiec (2002–2004)
- KTH Krynica (2004–2005)
- Cracovia (2005–2007)
- Podhale Nowy Targ (2007–2010)
- GKS Jastrzębie (2010–2011)
- HC GKS Katowice (2012–2013)
- Cracovia (2013–2014)

Wychowanek KTH Krynica. Absolwent NLO SMS PZHL Sosnowiec z 2004. W kwietniu 2012 po rocznej przerwie w uprawianiu sportu porozumiał się w sprawie kontraktu z HC GKS Katowice. Od września 2013 do kwietnia 2014 ponownie zawodnik Cracovii.

## Sukcesy
Reprezentacyjne
- Awans do mistrzostw świata do lat 20 Dywizji I Grupy A: 2004

Klubowe
- Złoty medal mistrzostw Polski (2 razy): 2006 z Cracovią, 2010 z Podhalem
- Brązowy medal mistrzostw Polski (3 razy): 2007 z Cracovią, 2008, 2009 z Podhalem
- Puchar Polski (1 raz): 2013 z Cracovią